# Масловка (Брянская область)
Масловка — деревня в Карачевском районе Брянской области, в составе Карачевского городского поселения. 

Расположена у восточной окраины города Карачева, на шоссе А141 Брянск—Орёл. 
 Население 1819 человек (2010) — крупнейший сельский населённый пункт района.
Имеется отделение связи, средняя школа, библиотека.
Почтовый индекс 242504.

## История
Упоминается с середины XIX века; входила в Драгунскую волость Карачевского уезда, состояла в приходе Николаевской церкви города Карачева.
С 1925 года в составе Карачевской волости, с 1929 в Карачевском районе. С 1930-х гг. до 2005 года — административный центр Первомайского сельсовета.
Название происходит от того, что в деревне было сильно развито производство конопляного масла, также пеньки и канатов.
На краю деревни находился завод по производству пеньки из конопли до конца советского периода истории.
В деревне очень распространена фамилия Масловы.
| Годы      | 1897 | 1926 | 1979 | 1989 | 2002 | 2010 |
| --------- | ---- | ---- | ---- | ---- | ---- | ---- |
| Население | 815  | 129  | 1302 | 1622 | 1823 | 1819 |

## Улицы
Баграмяна, Гагарина, Добровольского, Есенина, Жукова, Заречная, Комсомольская, Лесная, Лоскутова, Луговая, Матросова, Мичурина, Мичурина пер., Молодёжная, Набережная Улица, Островского, Первомайская, Первомайский пер., Победы, Полевая, Садовая, Солнечная, Строителей, Трудовая.
Центральная улица деревни Масловка — Первомайская, которая пересекает всю деревню. Эта улица является частью автомобильной трассы федерального значения Р120 Орёл — Брянск — Смоленск — граница с Республикой Белоруссия.

## Инфраструктура
- Первомайская средняя общеобразовательная школа[3]
- Районное отделение сельхозтехники (РОСТ)
- «Автотранс» (автотранспортное предприятие)
- Автозаправочная станция Роснефть
- Предприятие по производству сухого мха для локализации разлива нефти
- Медпункт
- Магазины потребительских товаров
- Рестораны и кафе